# Elementdecke
Die Elementdecke oder Kaiserdecke ist eine Stahlbetonfertigteildecke mit einer Ortbetonergänzung als Aufbeton. Häufig wird auch die Bezeichnung Gitterträgerdecke, Halbfertigteildecke oder der Markenname Filigrandecke verwendet. Schätzungsweise 4 Millionen Quadratmeter Elementdecken werden in Deutschland jährlich produziert.

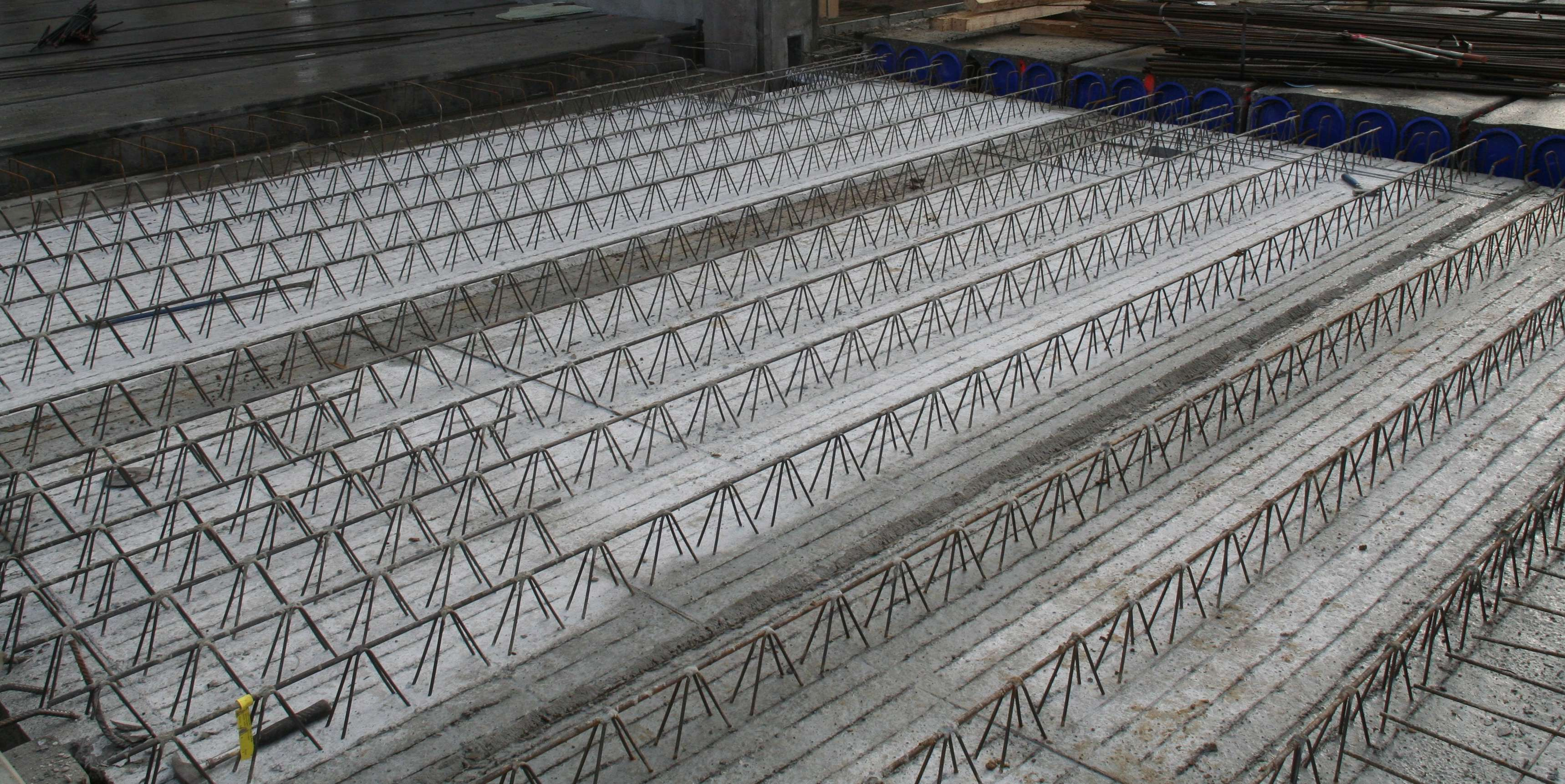
Elementdecke (Draufsicht), noch ohne Zulagebewehrung

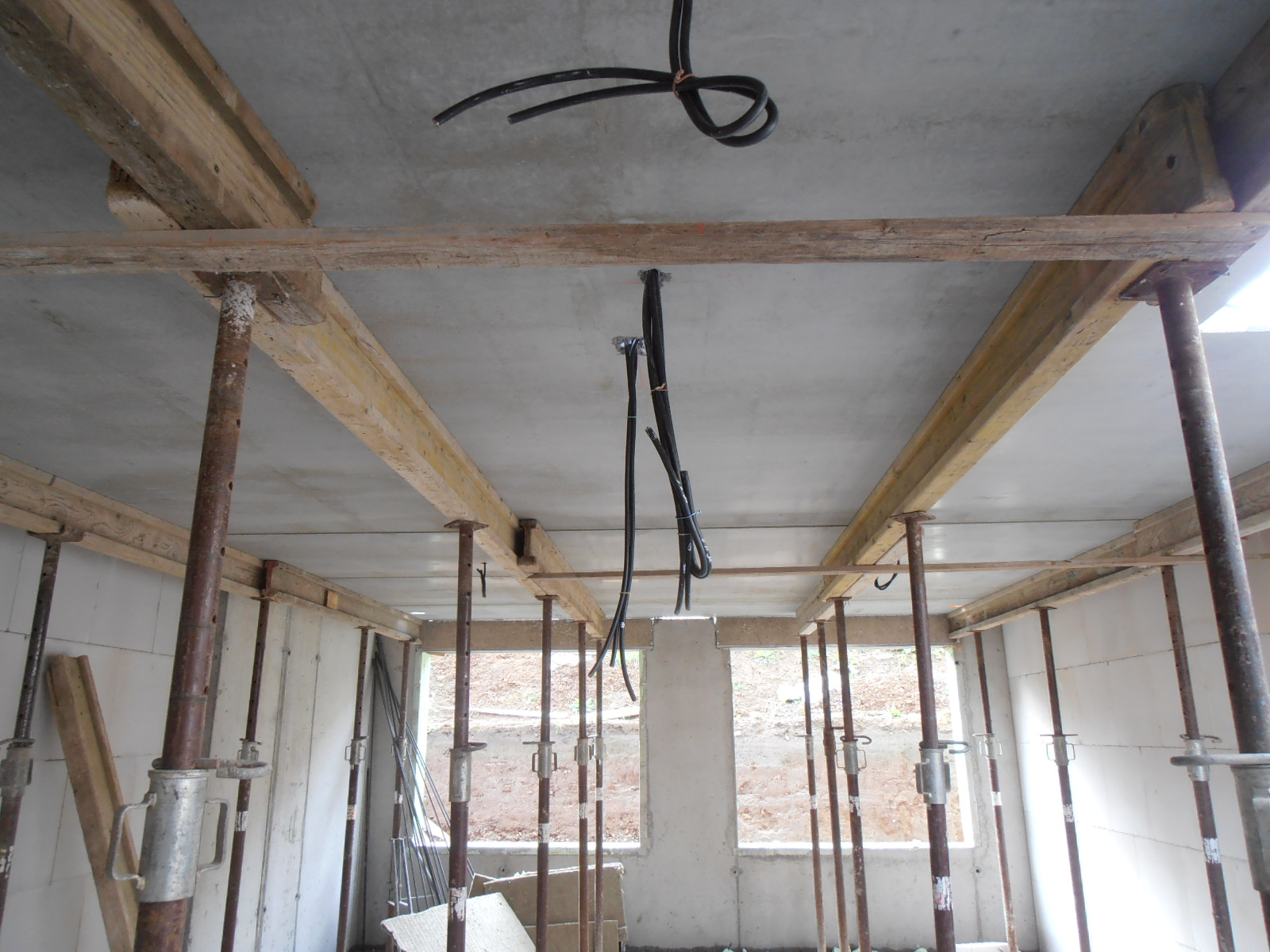
Stützung der Elementdecke

Das Halbfertigteil besteht aus einer 4 bis 6 cm dicken Stahlbetonplatte. Es ist mit dem für den Endzustand notwendigen unterseitigen Betonstahl sowie mit den für den Montagezustand notwendigen biegesteifen Gitterträgern bewehrt. Die Gitterträger bestehen aus verschweißten Betonstählen, dem sichtbaren Obergurtstab, zwei einbetonierten Untergurtstäben sowie den Diagonalen zwischen Obergurt und Untergurten. Durch eine raue Oberfläche und die Diagonalen der Gitterträger wird im Endzustand der Verbund zwischen Fertigteil und Ortbeton sichergestellt.
Im Gegensatz zur Spannbeton-Fertigdecke ist die Elementdecke zweiachsig gespannt und ermöglicht so uneingeschränkte Konstruktionsfreiheit. Die Elementdecke kombiniert die Vorteile des Fertigteils, den Verzicht auf die Deckenschalung, mit den Vorteilen des Ortbetonbaus, der monolithischen Bauweise. Die Fugen zwischen den einzelnen bis zu 2,50 m breiten Platten sind allerdings zu verspachteln. Vor dem Aufbringen des Aufbeton ist die erforderliche Bewehrung, welche im Fertigteil nicht enthalten ist, einzubauen. Insbesondere quer zu den Fugen ist eine Zulagebewehrung notwendig. Diese Querbewehrung muss so fixiert sein, dass sie sich beim Betonieren des Aufbetons nicht verschieben kann. Außerdem darf sie nicht direkt auf dem Fertigteil liegen, sondern sollte zwecks ausreichender Dauerhaftigkeit zum Fertigteil eine Betondeckung von 1 cm aufweisen. Aufgrund der sehr glatten Deckenuntersicht, welche ein Verputzen überflüssig macht, wird die Halbfertigteildecke oft im Wohnungsbau verwendet.
Die Elementdeckenplatten sind ausreichend tragfähig für Transport und Montage. Um auch das Zusatzgewicht des Aufbetons tragen zu können, benötigen sie je nach Stützweite und Gewicht des Aufbetons bis zu dessen Aushärtung eine linienförmige Zwischenunterstützung, die oft aus Holzschalungsträgern und Sprießen (Deckenstützen) besteht. Die Aushärtezeit des Betons und die Deckenstützen im Geschoss darunter verlängern die Bauzeit im Vergleich zur Fertigdecke. Auch die durch den Oberbeton eingebrachte Feuchte muss beachtet werden. Während der Aushärtung können an der Elementdecke Schwindrisse entstehen, die aber in der Regel keine statischen Auswirkungen haben.

## Anwendungsbereich
Elementdecken finden in verschiedenen Bauwerken Anwendung. Im Wohnungsbau sind sie aufgrund ihrer glatten Untersicht, die ein Verputzen überflüssig macht, besonders beliebt. Sie ermöglichen schnelle Bauzeiten und eine hohe Oberflächenqualität. Im Industriebau werden Elementdecken aufgrund ihrer Fähigkeit, Spannweiten bis zu 12 Metern abzudecken, häufig eingesetzt. Sie bieten Tragfähigkeiten von 5 bis 10 kN/m² und ermöglichen eine Reduzierung der Bauzeit um bis zu 30 % im Vergleich zu Ortbetondecken.
In Deutschland ist die Bemessung und Ausführung von Elementdecken durch die DIN EN 1992-1-1 (Eurocode 2: Bemessung und Konstruktion von Stahlbeton- und Spannbetontragwerken) geregelt.